# Fritz Ustrich
Fritz Ustrich (* 23. Juli 1922 in München; † 21. November 2013) war ein deutscher Pädagoge.

## Leben
Fritz Ustrich wurde nach seinem Abitur 1940 zunächst zum Arbeits- und Wehreinsatz verpflichtet. Nach Kriegsende studierte er an der TU München die Fächer Mathematik und Physik. Ab 1951 war er Gymnasiallehrer in München und Dachau. 
Ustrich war 1964 Gründungsrektor des neu errichteten staatlichen Gymnasiums in Pfaffenhofen. 1968 bezog er einen Neubau und 1970 gliederte er das Gymnasium der Benediktinerabtei in Scheyern ein. Die Schule firmierte nunmehr als Schyren-Gymnasium Pfaffenhofen. Als Leitender Oberstudiendirektor engagierte sich für das Offene Gymnasium. Von 1972 bis 1986 war er Schulleiter des Hans-Leinberger-Gymnasiums in Landshut.
1972 wurde er zum Ministerialbeauftragten für die Gymnasien in Niederbayern ernannt. Er war Initiator der Errichtung von Seminarschulen zur Ausbildung von Gymnasiallehrern in Landshut, Passau, Straubing, Deggendorf, Pfarrkirchen und Vilshofen. Des Weiteren engagierte er sich für den inhaltlichen Ausbau an den Gymnasien Niederbayerns und deren baulichen Infrastrukturen. Er baute die staatliche Schulberatung aus und richtete einen schulpsychologischen Dienst ein. Die regionale Lehrerfortbildung und auch die Einrichtung eines Praktikumsamtes für Studenten des Lehramtes an Gymnasien wurde von Ustrich eingerichtet.
Ustrich war zudem Sprecher der Ministerialbeauftragten in Bayern und Ansprechpartner für das Kultusministerium. Von 1978 bis zu seinem Ruhestand 1986 und aufgrund einer Bitte von Hans Maier hatte er bis 1992 die Leitung der Fachausschüsse Verkürzung der Ausbildungszeiten an Schulen und Hochschulen sowie Jugendfragen, Kirchenangelegenheiten und Medien in Bayern inne.
Er hatte zahlreiche weitere Ehrenämter inne, wie Mitglied des Landesausschusses des Jugendrotkreuzes (1976–1986), Vorsitzender des Fördervereins zur Erziehungshilfe in München und Referent bei der Hanns-Seidel-Stiftung zur Fortbildung der Elternbeiräte. Er war Gründer und Leiter des Freundeskreises Landshut der Universitätsgesellschaft München.
1976 wurde Fritz Ustrich von Kardinal-Großmeister Maximilien Kardinal de Fuerstenberg zum Ritter des Ritterordens vom Heiligen Grab zu Jerusalem ernannt und am 8. Mai 1976 im Trierer Dom durch Franz Hengsbach, Großprior der deutschen Statthalterei, investiert. Er war seit 1995 Offizier des Ordens.

## Auszeichnungen und Ehrungen
- Ernennung zum Ritter vom Heiligen Grab durch Kardinal-Großmeister Maximilien Kardinal de Fuerstenberg (1976)
- Verdienstkreuz am Bande des Verdienstordens der Bundesrepublik Deutschland (1983)
- Ehrenkreuz Pro Ecclesia et Pontifice durch Papst Johannes Paul II. (1986)
- Ernennung zum Offizier vom Heiligen Grab durch Kardinal-Großmeister Carlo Kardinal Furno (1995)
- Ehrenzeichen für Verdienste um das Bayerische Rote Kreuz